# El secreto de Romelia
El secreto de Romelia és una pel·lícula mexicana dirigida per Busi Cortés el 1988.

## Argument
Dolores torna al seu poble natal en Tlaxcala després d'un llarg temps fora, l'acompanya la seva mare Romelia i les seves tres filles. A l'arribar descobreix que el seu pare, a qui pensava mort des del seu naixement, acaba de morir, la qual cosa fa que ella investigui referent a això. Descobreix la veritat sobre la seva mare Romelia a través de les seves filles, una vella sirvienta i els diaris del seu pare Román. Romelia era membre d'una família de bon nivell social en la dècada de 1930. Ella competia amb les seves germanes Blanca i María per l'atenció del seu germà Rafael, qui es va suïcidar sense motiu aparent. Román busca a Romelia després que la seva primera esposa mor, però ell la retorna a la seva família després de la nit de noces argumentant que ella no era verge. Blanca i María acusen a Romelia d'haver estat amant de Rafael. Per aquesta deshonra la família es marxa del poble. En regressar a Tlaxcala s'aclareix el succeït en el passat, descobrint que Rafael s'havia suïcidat perquè estava enamorat de la primera esposa de Román, Elena. Román es casa i deshonra a Romelia com venjança a la seva família per haver arruïnat el seu primer matrimoni.